# Flytjärnen (Ströms socken, Jämtland)
Flytjärnen är en sjö i Strömsunds kommun i Jämtland och ingår i Ångermanälvens huvudavrinningsområde. Sjön har en area på 0,0982 kvadratkilometer och ligger 384,4 meter över havet. Sjön avvattnas av vattendraget Flybäcken.

## Delavrinningsområde
Flytjärnen ingår i det delavrinningsområde (714406-146624) som SMHI kallar för Utloppet av Flytjärnen. Medelhöjden är 422 meter över havet och ytan är 1,23 kvadratkilometer. Räknas de 6 avrinningsområdena uppströms in blir den ackumulerade arean 15,4 kvadratkilometer. Flybäcken som avvattnar avrinningsområdet har biflödesordning 4, vilket innebär att vattnet flödar genom totalt 4 vattendrag innan det når havet efter 265 kilometer. Avrinningsområdet består mestadels av skog (92 procent). Avrinningsområdet har 0,09 kvadratkilometer vattenytor vilket ger det en sjöprocent på 7,7 procent.